# John Bale

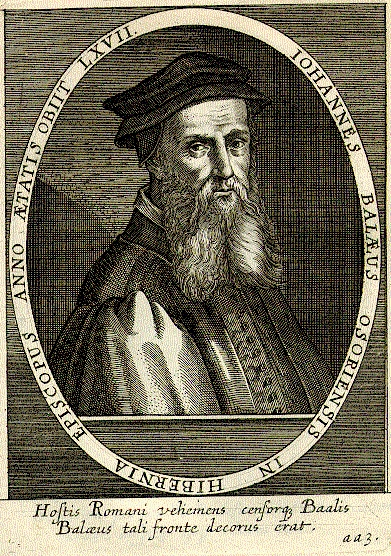
John Bale

John Bale (* 21. November 1495 in Cove bei Dunwich, Suffolk; † im November 1563 in Canterbury, Kent) war ein englischer Geistlicher und Dramatiker. Er gilt als einer der ersten Verfasser des Historiendramas.

## Leben und Wirken
Mit 12 Jahren kam er in das Karmelitenkloster in Norwich und ging später auf das Jesus College in Cambridge, wo er 1529 seinen Abschluss machte. Er zeigte sich mehr und mehr als erklärter Gegner der Römisch-Katholischen Kirche, was ihn des Öfteren zu Befragungen seitens seiner Bischöfe brachte. 
Seine Standpunkte vertrat Bale in seinen Predigten, aber auch in Mysterienspielen, die teilweise drastische Parodien auf die Monarchie und die Kirche darstellen. Zu jener Zeit war Thomas Cromwell unter König Heinrich VIII. zuständig für kirchliche Angelegenheiten (Vizegerent) und ein Verfechter der Unabhängigkeit der englischen Kirche von Rom. Cromwell sah in Bale ein nützliches Werkzeug zur Verbreitung seiner Ideen und schützte ihn vor den Angriffen der Kleriker.
Nach der Hinrichtung Cromwells am 28. Juli 1540 mussten seine Anhänger, so auch Bale, fliehen. Bale ging mit seiner Familie nach Flandern und Wesel. In Wesel veröffentlichte Bale auch Werke der protestantischen englischen Märtyrerin Anne Askew. Er kehrte erst nach der Thronbesteigung König Edwards VI. 1548 zurück. Er wurde 1552 Bischof von Ossory in Irland und musste nach Edwards Tod 1553 wiederum fliehen. Er versuchte nach Schottland zu entkommen, geriet in die Hände eines holländischen Abenteurers, der aber an der englischen Küste Schiffbruch erlitt, so dass Bale gefangen gesetzt und wegen Verrats angeklagt wurde. Nach seiner Freilassung floh er über Frankfurt am Main nach Basel. Während dieser Reisen schrieb er.
Nach der Thronbesteigung von Königin Elisabeth I. kehrte er zurück und erhielt eine Anstellung in Canterbury, Kent. John Bale starb im November 1563 in Canterbury.
Bales bedeutendstes Werk ist die Illustrium Maioris Britanniae scriptorum, hoc est, Angliae, Cambriae ac Scotiae summarium (Ipswich, 1548, und Wesel, 1549), das fünf Jahrhunderte der britischen Geschichte umfasst.

## Weitere Werke
Er griff das Papsttum in dramatischen Dichtungen an, von denen vier (1538 außerhalb Englands gedruckt) näher bekannt sind, so namentlich Gods promises  ein alttestamentliches steifes Mysterienspiel, und die sehr heftige Temptation of our Lord. 
Im Ganzen hat er nach seiner eigenen Aussage 19 Stücke geschrieben, welche mithin zum größten Teil verloren gegangen sind. Merkwürdig durch Mischung von Geschichte und Allegorie ist das erst in neuerer Zeit durch Collier bekannt gemachte Drama Kynge Johan (London 1838).